# Mária Zakariás
Mária Zakariás (Budapeste, 28 de dezembro de 1952) é uma ex-canoísta de velocidade húngara na modalidade de canoagem.

## Carreira
Foi vencedora da medalha de bronze em K-2 500 m em Moscovo 1980, junto com a sua colega de equipa Éva Rakusz.